# Tatra 49

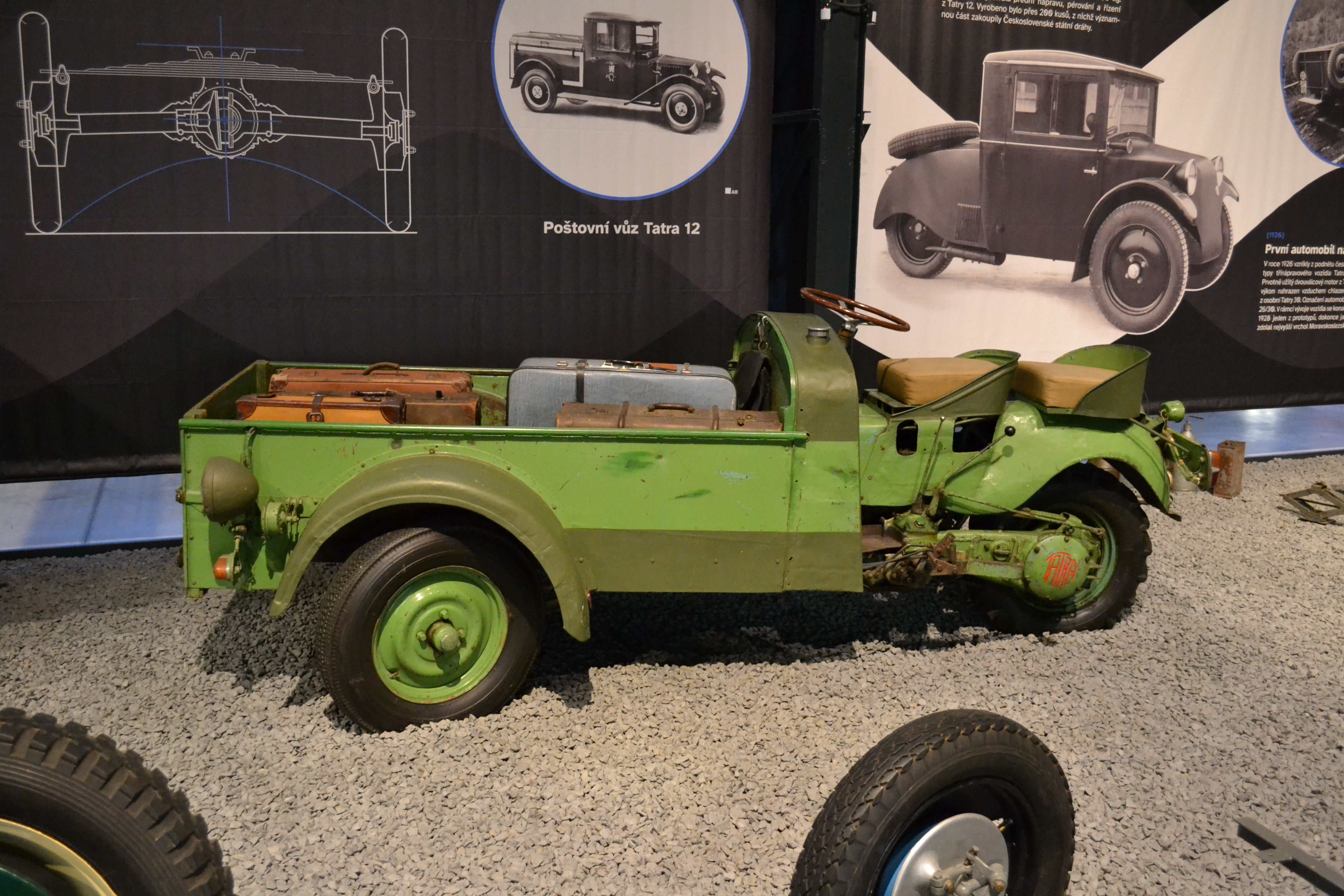
Tatra 49, Seitenansicht.

Der Tatra 49 war ein dreirädriges Lieferfahrzeug, welches die Tatrawerke in Nesselsdorf im Jahr 1929 herausbrachten.

## Beschreibung
Das Fahrzeug hatte einen obengesteuerten, luftgekühlten Einzylindermotor mit 528 cm³ Hubraum und 7 PS (5,1 kW) Leistung. Der Motor hatte einen Sackzylinder (nicht abnehmbarer Zylinderkopf) und trieb über eine Zweischeiben-Trockenkupplung und ein Dreigang-Getriebe mit Knüppelschalthebel das einzelne Hinterrad an. Die Höchstgeschwindigkeit des 515 kg schweren Karrens lag bei 60 km/h. Das Fahrgestell hatte ein Zentralrohr, eine Vorderachse mit Querblattfeder und ein einzelnes Hinterrad an einem Schwingarm mit Längsblattfeder.
Die vordere Hälfte des Fahrzeugs bildete eine Pritsche mit Klappdeckel. Der Fahrer saß dahinter auf einem rechts angebrachten Traktorsitz und bediente die Achsschenkellenkung der Vorderachse mit einem Lenkrad.
1930 wurde die Produktion des Fahrzeugs ohne Nachfolger eingestellt. 1932 erteilte das Deutsche Reich nach zweieinhalbjähriger Bearbeitungszeit das Patent für den Tatra 49, also erst nachdem die Produktion eingestellt worden war.

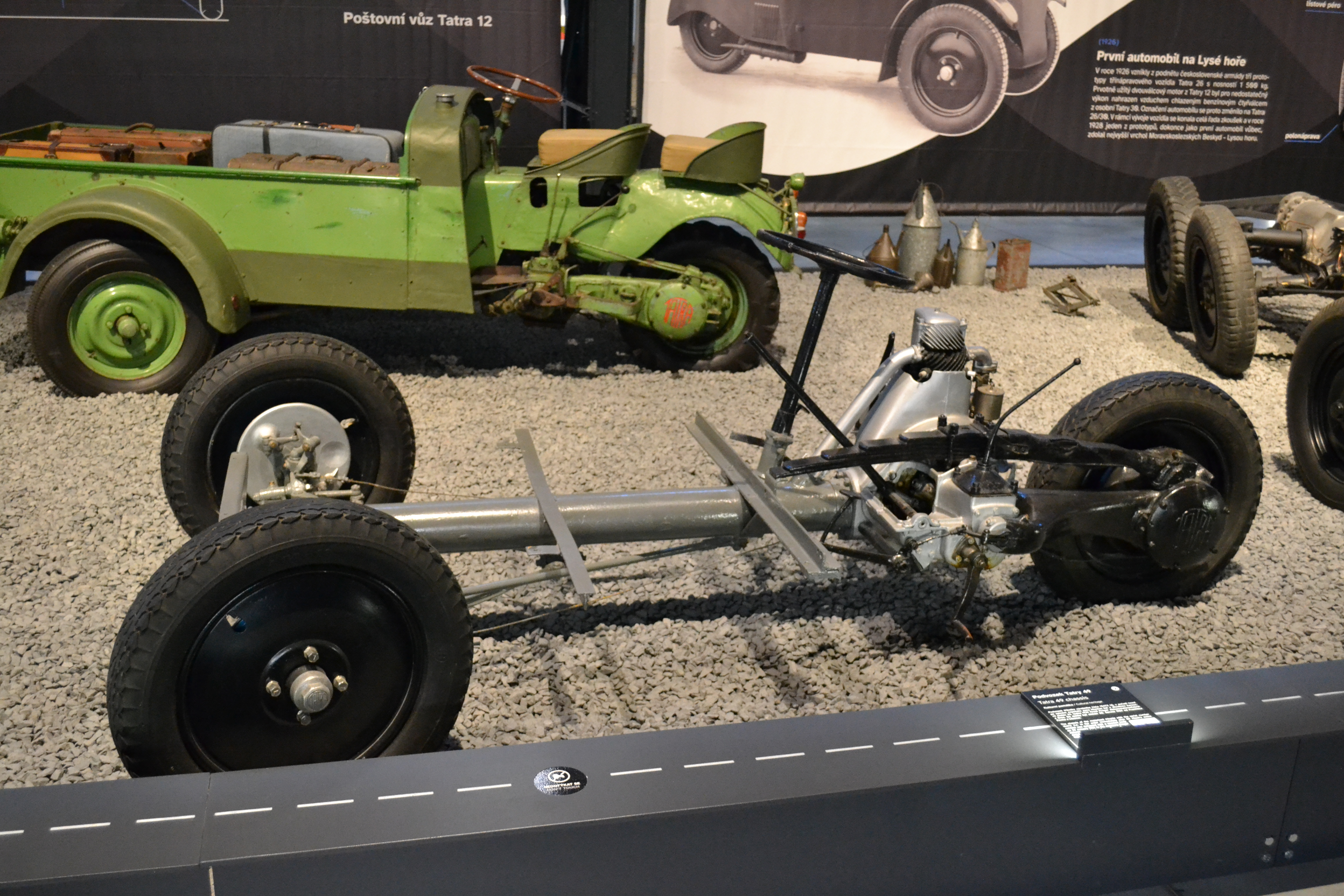
Tatra 49, Chassis.
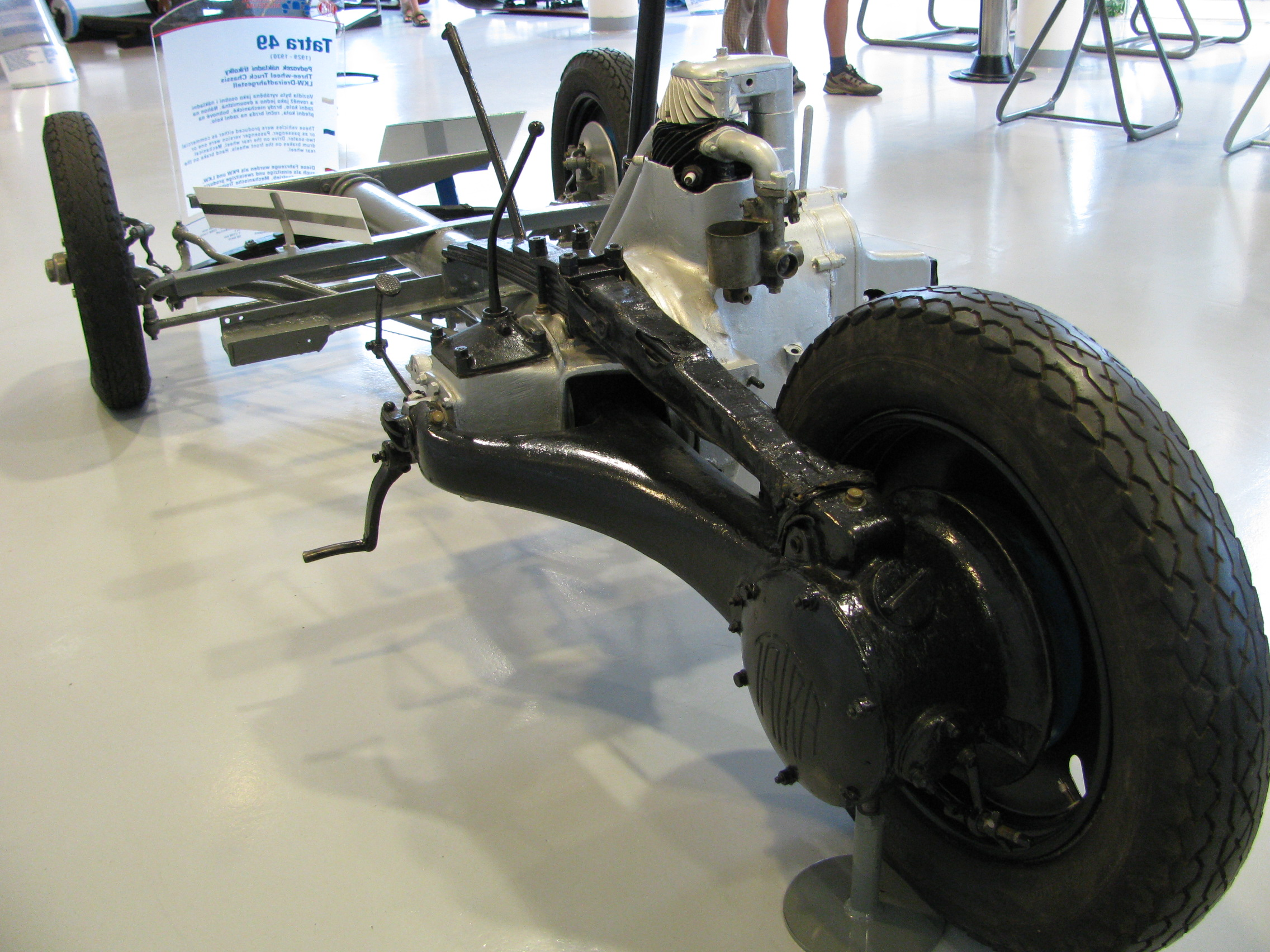
Tatra 49, Hinterradaufhängung.
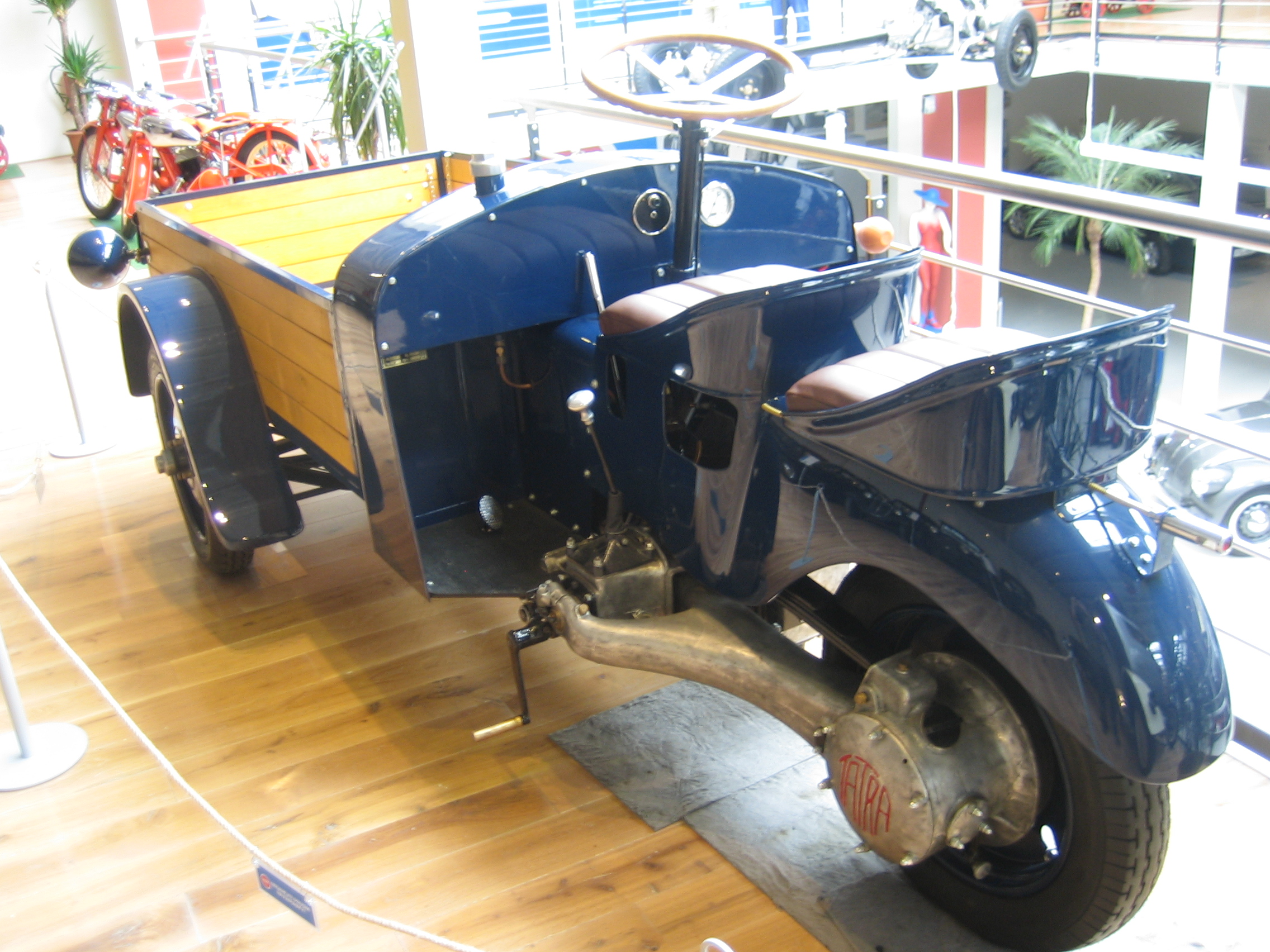
Tatra 49, Sitzanordnung.
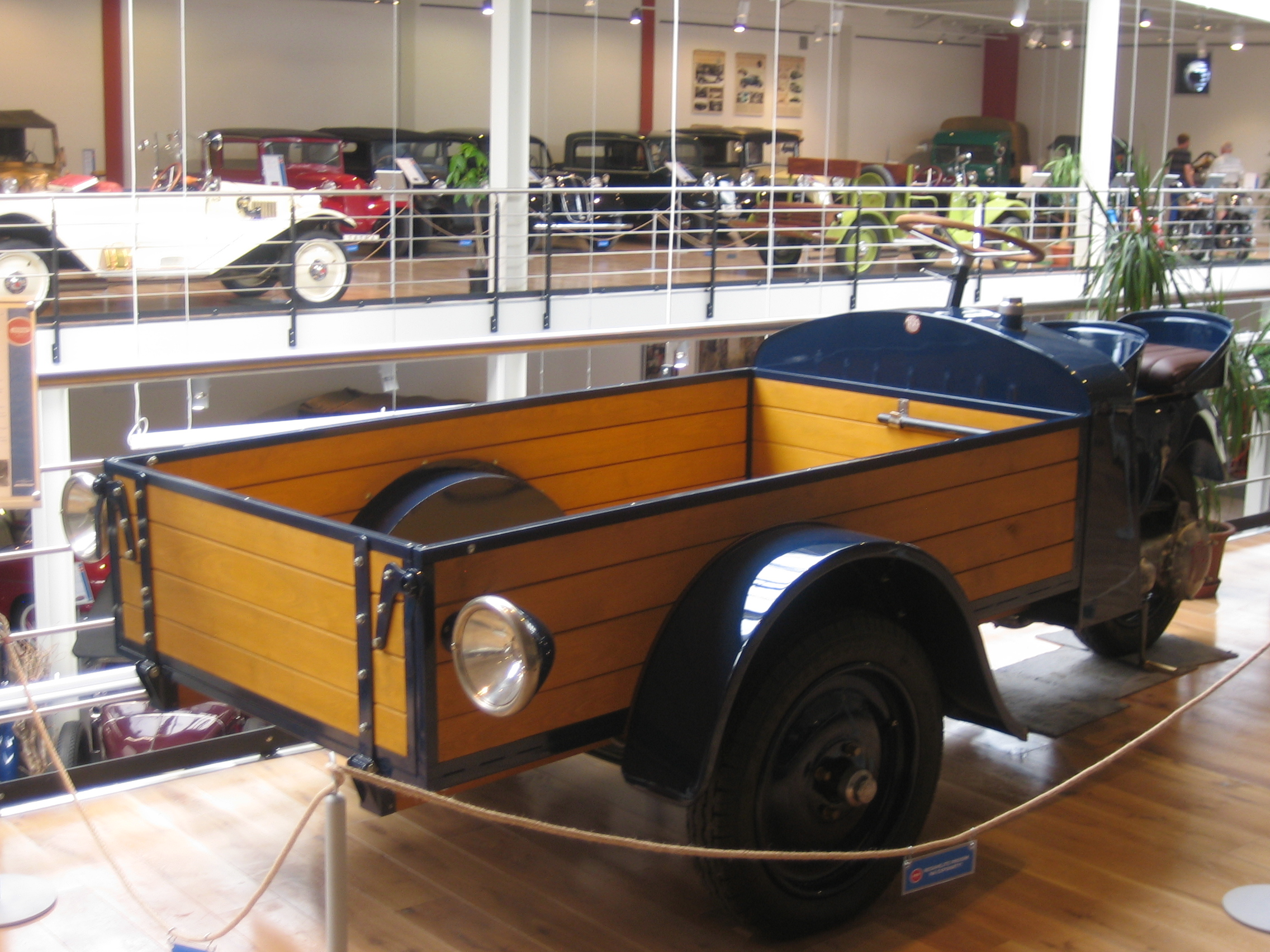
Tatra 49, Ladekasten.

## Ähnliche Lastendreiräder
- Borgward baute schon den Goliath Rapid/Standard von 1926 bis 1933
- Oscar Vidal & Sohn Tempo-Werk: Tempo Pony, T1 und T2, Baujahre 1928 bis 1930
- Deutsche Industriewerke D-Lieferwagen L 7 1927–1930
- BMW F 76 und F 79, mit unterschiedlicher Motorisierung, 1932–1934
- Innocenti baute Ende der 1940er Jahre die Modelle Lambretta FA, FB und FC bis 1952